# Raskravallerna i Walnut Ridge
Raskravallerna i Walnut Ridge ägde rum i april 1912 i  Walnut Ridge, Arkansas, och är ett exempel på ett slags våld som kallas "nightriding" eller "whitecapping". I många delar av USA bildade fattiga vita män hemliga grupper för att driva ut afroamerikaner och andra som hade arbete som de vita ville ha. I Walnut Ridge sattes affischer upp signerade "Kit Karson and Band" som uppmanade afroamerikanerna att lämna staden. En grupp vita medborgare satte upp egna skyltar med varningar till den första gruppen: "Vi ska skydda våra arbetare och åtala er". Trots varningarna gick okända män till attack den 19 april. Mobben förstörde ett hus med dynamit och terroriserade den svarta delen av staden under många timmar. Delstatens guvernör, George Washington Donaghey, mobiliserade soldater för att återställa ordningen, men ingen anhölls för brott. Staden hade ungefär 400 afroamerikanska invånare innan våldet, och nära hälften av den svarta befolkningen flyttade efteråt.